# 민수기
민수기(民數記, 히브리어: בַּמִּדְבָּר, 그리스어: Ἀριθμοί 아리트모이[*], 영어: Book of Numbers)는 히브리어 성경의 네 번째 책이자, 다섯 권의 토라중 네 번째 책이기도 하다. 민수기라는 제목은 이스라엘 민족을 대상으로 시행된 두 번의 인구조사에서 따왔다.
민수기는 시나이산에서 시작하는데, 여기서 이스라엘 민족은 야훼로부터 규율과 언약을 받게 되고 야훼는 성막 안에 머무르게 된다. 이스라엘 민족에게 주어진 임무는 약속의 땅에 들어가는 것이며, 계수되고 행군준비를 하게 된다. 이스라엘 민족은 여정을 시작하나, 그 길의 고난과 모세, 아론을 향하여 불평불만을 일삼게 되고, 이로 인해 야훼가 그들 중 거의 15,000명을 멸한다. 그들은 가나안의 경계에 도착하여 땅에 정탐군을 보내게 되는데, 이 정탐군들의 공포에 찬 보고를 듣고 이스라엘 민족은 그 땅에 들어가기를 거부한다. 야훼는 이로 인해 현 세대는 그 땅에 들어가지 못하고 광야에서 죽는 벌을 내린다. 이 책은 모아브 평원에 있는 이스라엘 민족의 새로운 세대가 요르단강을 건널 준비를 하는 장면으로 끝이 난다.
민수기는 출애굽과 가나안 정벌 이야기의 절정이다. 흔히들 이 책이 창세기에서 소개되고 출애굽기와 레위기에서 전개 및 발전된 이야기의 결론을 짓는다고 평가하는데, 이 이야기는 이스라엘 민족이 여호와와 특별한 관계 속에 위대한 민족이 되어 가나안 땅을 받을 것이라는 이야기다. 민수기는 또한 거룩함, 신실함, 믿음의 중요성을 강조한다. 비록 야훼와 그 제사장들의 존재에도 불구하고 이스라엘은 믿음을 잃어 그 세대가 약속의 땅에 들어갈 수 없게 된다.

## 구조
대부분의 주석가들은 민수기를 장소(시나이산, 카데스바르네아, 모아브 평원)에 따라 세 부분으로, 그리고 각 장소 사이의 이동기간으로 나눈다. 다른 학자들은 민수기를 광야에서 죽게 된 세대와 가나안에 들어가게 될 세대에 대한 이야기로 구분하는데, 신학적으로 첫 번째 세대의 불순종과 두 번째 세대의 순종을 대조하여 나누는 것이다.

## 요약

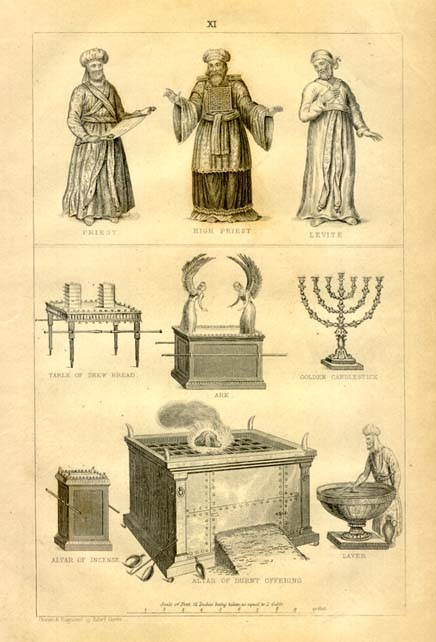
제사장, 레위인, 장막의 비품들

야훼는 시나이 광야에서 모세에게 이십 세 이상으로 싸움에 나갈 만한 사람들의 수를 세라고 명령하고, 각 지파마다 지도자를 한 명씩 임명한다. 이렇게 세어진 이스라엘 민족은 총 603,550명인데, 레위 지파는 군역에 종사하지 않으므로 계수되지 않았다. 모세는 레위인들을 구분하여 장막을 관리하도록 했다. 레위인들은 게르손, 크핫(개역개정: 고핫), 므라리의 자손으로 나뉘는데, 각각의 자손들마다 감독을 두었다. 크핫 자손의 감독은 아론의 아들 엘르아잘(개역개정: 엘르아살)이, 게르손과 므라리 자손의 감독은 이다말이 맡게 되었다. 이들은 약속의 땅으로의 여정을 개시할 때마다 행군 준비를 하였다. 다양한 의식과 규칙이 제정되었다.
시나이 광야에서 떠돌던 이스라엘 민족들은 드디어 시나이에서 나오게 되었다. 민족들은 야훼에게 불만을 가지게 되고, 불로 심판받는다. 모세는 민족의 완고함에 대해 야훼께 탄원하는데, 모세를 도울 칠십 명의 장로들을 뽑게 된다. 미리암과 아론은 하세롯에서 모세를 비난하는데, 이것이 야훼의 진노를 불러 미리암은 나병을 얻게 되고, 이레동안 진 밖으로 쫓겨나게 된다. 가나안의 경계인 바란 광야에 이르기 직전의 일이었다.
열두 정탐꾼이 가나안으로 보내졌다가 다시 모세에게 돌아온다. 여호수아와 갈렙은 땅이 아주 풍요로워 젖과 꿀이 흐른다고 보고하고 나머지 열 정탐꾼들은 이 땅에 거인들이 거주한다고 보고하게 되어 이스라엘 민족은 땅에 들어가는 것을 거부하게 된다. 야훼는 그들이 믿음을 잃어버렸으므로 광야에서 40년을 더 헤메게 될 것이라고 심판한다.
야훼는 모세에게 제단을 싸는 철판을 만들도록 하고, 모세는 그대로 했다. 이스라엘의 자손들은 고라와 그의 사람들을 죽였다는 이유로 모세와 아론을 비방하고, 염병을 받아 14,700명이 죽게 된다. 야훼는 아론과 그의 가족들이 앞으로 성소에 대한 죄의 책임을 져야 한다고 선포한다. 레위인들은 또다시 장막의 일에 임명되고, 제사장들에게 그들이 받은 십일조의 일부를 넘겨주어야 한다고 명령받는다.
미리암은 카데스바르네아에서 사망하고, 이스라엘 민족은 가나안의 동쪽 경계에 있는 모아브를 향해 출발하게 된다. 이스라엘 민족은 물이 없다고 모세를 비난하게 되는데, 야훼는 모세에게 돌에게 명령하여 물을 내라고 명령하지만 모세는 이를 따르지 않았고, 그 역시도 가나안에 들어가지 못하는 심판을 받게된다. 에돔의 왕은 이스라엘 민족이 그 땅을 지나가지 못하게 하고, 그들은 그 땅을 돌아서 가게된다. 아론은 호르산에서 사망한다. 이스라엘 민족은 야훼와 모세를 원망하고 대들은 대가로 불뱀에게 물리게 된다. 모세는 야훼에게 명령받아 구리 뱀을 만들어 이 재앙으로부터 사람들을 구한다.
이스라엘 민족은 모아브 평야에 도착하게 되고 새로이 인구조사를 하는데, 20세 이상의 남성이 601,730명이고, 생후 한 달 이상의 레위인은 모두 23,000명이었다. 약속의 땅이 분배되는데, 남자형제가 없는 슬롭핫의 딸들 역시 땅을 할당받게된다. 모세는 여호수아를 후계자로 임명하고, 각 절기마다 바쳐야 하는 제물과 명절에 대한 규정을 열거한다. 모세는 이스라엘 민족에게 미디안의 사람들을 학살할 것을 명령하는데, 이는 바알브올 사건에 대한 앙갚음이었다. 르우벤 족속과 갓 족속은 모세에게 요단강 동쪽의 땅을 가지는 것을 허락해달라고 요청한다. 모세는 그들이 요단강 서쪽의 땅을 정복하는 것을 도울것이라는 서약을 받고 난 후에 이를 허락한다. 요르단강 건너편의 땅은 르우벤, 갓, 그리고 므나쎄 지파 절반을 위해 분배된다. 모세는 이스라엘 민족에게 지난 사십년간 광야에서 머물렀던 장소들을 나열한 뒤, 가나안 민족과 그 우상을 모두 파괴하라고 명한다. 가나안 땅의 경계가 선언되고, 이 땅들은 엘르아잘, 여호수아, 그리고 열두 지파의 대표들의 감독 하에 분배된다.

## 구성

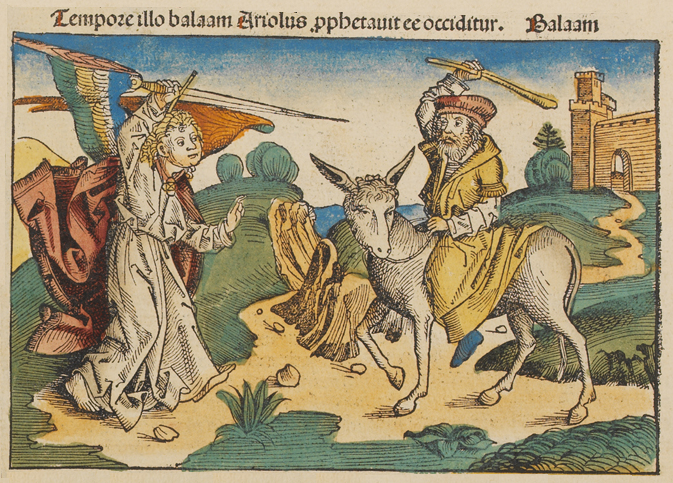
발람과 천사 (1493에 제작된 뉘른베르크 연대기의 삽화)

현대의 성서비평학자들은 모세오경인 토라가 바빌론 유수 이후(기원전 520년 이후)에 전해져오던 문서들과 구전, 그리고 당대의 지리와 정치적 현실이 종합되어 지금의 형태가 되었을 것이라고 주장한다. 토라는 필사가들의 학교에서 사용된 네 개의 문서에서 온 것으로 여겨지는데, 여호와 문서(J문서), 엘로힘 문서(E문서), 제사장 문서(P문서), 신명기 문서(D문서)가 바로 그것이다. 제사장문서가 바빌론 유수 이후에 만들어졌다는 데에는 모두들 동의하나, 그 외의 문서들에 대해서는 의견이 엇갈린다. 성서비평학자들이 대체로 동의하는 주장은 다음과 같다.
- 창세기는 제사장 문서와 비제사장 문서로 구성되었다.[11]
- 출애굽기는 이스라엘 기간 동안 계속 창작되어온 문집이다.[12]
- 레위기는 오롯이 제사장 문서로, 바빌론 유수기나 그 이후에 제작되었다.[13]
- 민수기는 비제사장 문서를 개정한 제사장 문서이다.[4]
- 토라의 마지막 책인 신명기는 율법서들의 묶음으로 시작되었는데, 기원전 6세기 초에 신명기 역사서(여호수아~역대기)의 서두를 구성하면서 내용이 늘어나기 시작했고, 일부 내용이 신명기 역사서들로부터 분리되어 토라의 일부로 붙여넣어지게 되었다.[14]

즉 오랜 역사동안 편집되어 현재 우리가 보는 민수기는 여호와 문서를 개정한 제사장 문서라는 것이 현대 성서비평학계의 중론이다.
다만 대한민국의 주류 신학계인 정통주의 진영에서는 야훼께서 모세를 통해 계시하신 말씀을 기록한 모세 저작론을 받아들이고 있다. 기원전 1445~1406년(특히 모세의 말년)에 기록된 것이 그대로 이어져온 것으로 간주한다. 

## 주제

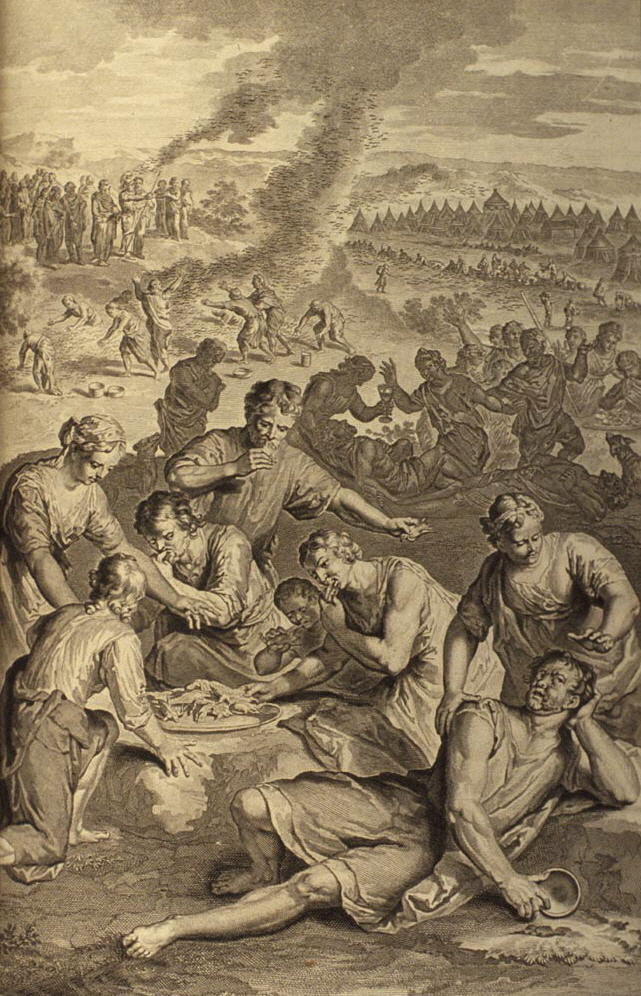
메추라기를 먹는 동안 이스라엘에게 주어진 역병 (성경 삽화, 1728)

데이빗 A. 클라인스(David A. Clines)는 그의 책 《모세오경의 주제 The Themes of the Pentateuch》(1978)에서 모세오경을 지배하는 주제가 아브라함, 이사악, 야곱에 대한 야훼의 약속의 부분적 이행이라고 주장한다. 이 약속은 총 세 가지로 다음과 같다. 첫째는 자손에 대한 것으로, 아브라함에게 그의 자손이 하늘의 별들처럼 셀 수 없이 많아질 것이라는 약속이다. 둘째는 야훼와 민족의 관계인데, 이미 이스라엘은 야훼의 백성으로 선택받은 적이 있다. 셋째로는 땅으로, 노아의 홍수 이후 얼마 지나지 않아 노아로부터 저주받은 땅인 가나안이 바로 그것이다.
야훼와 민족의 관계는 야훼가 내려준 법적 구속력이 있는 언약이 창세기에서부터 신명기 이후까지 뻗어나감으로써 발현되고, 성취된다. 첫 번째 언약은 대홍수 이후에 노아와 맺은 다시는 땅을 물로 심판하지 않겠다는 언약이었다. 그 다음으로 야훼는 아브라함과 언약을 맺었고, 세 번째로는 이스라엘 민족과 시나이산에서 언약을 맺는다. 이 세 번째 언약에서 이전과는 다르게 야훼는 이스라엘 민족이 지켜야하는 규율을 직접 내려주시는데, 출애굽기, 레위기, 민수기에 걸쳐서 등장한다. 이스라엘 민족은 언제나 여호와에 대한 믿음을 지킬 것을 명령받는다.
민수기에서 가장 먼저 등장하는 사건은 이스라엘의 동원 가능 인력을 계수한 것인데, 이로써 육십만 명 이상의 민족을 통해 하늘의 별과같은 자손을 내려주겠다는 아브라함과의 언약이 성취된 것을 볼 수 있는 것과 동시에, 야훼께서 가나안의 승리까지 같이 보장하신다. 1장부터 10장까지 야훼는 이스라엘 대열의 맨 앞에서 이끄시며, 대열이 정지할 때에는 민족 한가운데에서 레위인과 제사장들이 관리하는 장막에 머무르시는 모습을 볼 수 있는데, 이는 약속의 땅을 정벌하기 위한 준비과정이다.
이스라엘 민족은 그리고 약속의 땅을 정벌하러 가는데, 그들 대부분이 이를 거부하자 야훼는 이집트를 떠난 모든 세대는 광야에서 죽음을 맞을 것이라고 심판하신다. 이 심판은 이 세대의 실패가 모든 것을 예견하시는 야훼의 도움 아래에서 완벽히 준비했음에도 불구하고, 이스라엘 민족이 저지른 불순종과 불신의 죄 때문임을 분명히 나타낸다. 민수기의 마지막 부분에서, 이스라엘 민족의 새로운 세대가 모세를 통한 여호와의 인도 아래 모든 작전이 성공하는 모습을 볼 수 있다. 마지막 다섯 장은 약속의 땅에 대해 서술하고 있는데, 모든 가나안 민족을 멸망시킬 것과, 가나안 땅의 경계와, 어떻게 땅을 나누어야할지, 레위인의 거룩한 도시와 "도피성", 피로 오염된 땅의 문제와, 남성 상속자가 없을 경우의 상속 문제에 대해 명시하고 있다.

## 주간 토라 읽기표
- 베밋바, 민수기 1-4장: 첫 번째 인구조사와 제사장의 의무
- 나소, 민수기 4-7장: 제사장의 의무, 진영, 불신, 나실인, 장막의 정결작업
- 베하알로테카, 민수기 8-12장: 레위인, 불과 구름의 인도, 불평, 모세의 질문
- 쉴라흐, 민수기 13–15장: 정탐대의 보고와 이스라엘의 반응, 곡물예물과 제주, 우상숭배, 옷자락에 다는 술
- 코라흐, 민수기 16–18장: 고라의 반란, 역병, 아론의 싹난 지팡이, 레위인의 의무
- 쿠캇, 민수기 19–21장: 붉은 암송아지, 바위에서 물이 나오다, 미리암과 아론의 죽음, 승리, 두 뱀
- 발락, 민수기 22–25장: 발람의 당나귀와 축복
- 비느하스, 민수기 25–29장: 비느하스, 두 번째 인구조사, 상속, 모세의 후계자, 제물과 축제일
- 마토트, 민수기 30–32장: 맹세, 미디안, 전리품의 분배, 르우벤, 갓, 절반의 므나쎄 지파의 땅
- 마세이, 민수기 33–36장: 이스라엘 민족이 지나온 길, 정복 명령, 레위인의 도시

## 같이 보기
- 발람
- 토라

### 인용
1. ↑  Ashley 1993, 1쪽.
2. ↑  Olson 1996, 9쪽.
3. ↑  Stubbs 2009, 19–20쪽.
4. 1 2  McDermott 2002, 21쪽. harv error: 여러 대상 (2×): CITEREFMcDermott2002 (help)
5. ↑  Ashley 1993, 2-3쪽.
6. ↑  Knierim 1995, 381쪽.
7. ↑  Enns 2012, 5쪽.
8. ↑  Finkelstein, I., Silberman, NA., The Bible Unearthed: Archaeology's New Vision of Ancient Israel and the Origin of Its Sacred Texts, p.68-69
9. ↑  McDermott, John J. (2002). 《Reading the Pentateuch: a historical introduction》. Pauline Press. 21쪽. ISBN 978-0-8091-4082-4. 2010년 10월 3일에 확인함.
10. ↑  Coogan, Brettler & Newsom 2007, 6쪽.
11. 1 2  Carr 2000, 492쪽.
12. ↑  Dozeman 2000, 443쪽.
13. ↑  Houston 2003, 102쪽.
14. ↑  Van Seters 2004, 93쪽.
15. ↑  Clines 1997, 29쪽.
16. ↑  Bandstra 2004, 28-29쪽.
17. ↑  Olson 1996, 14쪽.
18. 1 2  Ska 2006, 38쪽.
19. ↑  Clines 1997, 62쪽.

### 서재
- Ashley, Timothy R (1993). 《The Book of Numbers》. Eerdmans. ISBN 9780802825230.
- Bandstra, Barry L (2004). 《Reading the Old Testament: An Introduction to the Hebrew Bible》. Wadsworth. ISBN 9780495391050.
- Carr, David (2000). 〈Genesis, Book of〉.   Freedman, David Noel; Myers, Allen C. 《Eerdmans Dictionary of the Bible》. Eerdmans. ISBN 9789053565032.
- Clines, David A (1997). 《The Theme of the Pentateuch》. Sheffield Academic Press. ISBN 9780567431967.
- Coogan, Michael David; Brettler, Marc Zvi; Newsom, Carol Ann (2007). 〈Editors' Introduction〉.   Coogan, Michael David; Brettler, Marc Zvi; Newsom, Carol Ann. 《The New Oxford Annotated Bible with the Apocryphal/Deuterocanonical Books》. Oxford University Press. ISBN 9780195288803.
- Dozeman, Thomas (2000). 〈Exodus, Book of〉.   Freedman, David Noel; Myers, Allen C. 《Eerdmans Dictionary of the Bible》. Eerdmans. ISBN 9789053565032.
- Enns, Peter (2012). 《The Evolution of Adam》. Baker Books. ISBN 9781587433153.
- Houston, Walter J (2003). 〈Leviticus〉.   Dunn, James D. G.; Rogerson, John William. 《Eerdmans Bible Commentary》. Eerdmans. ISBN 9780802837110.
- Knierim, Rolf P (1995). 《The Task of Old Testament Theology: Substance, Method, and Cases》. Eerdmans. ISBN 9780802807151.
- McDermott, John J (2002). 《Reading the Pentateuch: A Historical Introduction》. Pauline Press. ISBN 9780809140824.
- Olson, Dennis T (1996). 《Numbers》. Westminster John Knox Press. ISBN 9780664237363.
- Plaut, Gunther. The Torah: A Modern Commentary (1981), ISBN 0-8074-0055-6
- Ska, Jean-Louis (2006). 《Introduction to Reading the Pentateuch》. Eisenbrauns. ISBN 9781575061221.
- Stubbs, David L (2009). 《Numbers》. Brazos Press. ISBN 9780664237363.
- Van Seters, John (2004). 《The Pentateuch: A Social-Science Commentary》. Continuum International Publishing Group. ISBN 9780567080882.

## 더 읽어보기
- Blenkinsopp, Joseph (2004). 《Treasures Old and New: Essays in the Theology of the Pentateuch》. Eerdmans. ISBN 9780802826794.
- Brueggemann, Walter (2002). 《Reverberations of Faith: A Theological Handbook of Old Testament Themes》. Westminster John Knox. ISBN 9780664222314.
- Campbell, Antony F; O'Brien, Mark A (1993). 《Sources of the Pentateuch: Texts, Introductions, Annotations》. Fortress Press. ISBN 9781451413670.
- Carr, David M. (2016). 〈The Formation of the Hebrew Bible〉.   Niditch, Susan. 《The Wiley Blackwell Companion to Ancient Israel》. John Wiley & Sons.
- Dawes, Gregory W (2005). 《Introduction to the Bible》. Liturgical Press. ISBN 9780814628355.
- Fretheim, Terence E (1998). 〈Numbers〉.   John Barton. 《Oxford Bible Commentary》. Oxford University Press. ISBN 9780198755005.
- Gilbert, Christopher (2009). 《A Complete Introduction to the Bible》. Paulist Press. ISBN 9780809145522.
- Knierim, Rolf P; Coats, George W (2005). 《Numbers》. Eerdmans. ISBN 9780802822314.
- Kugler, Robert; Hartin, Patrick (2009). 《An Introduction to the Bible》. Eerdmans. ISBN 9780802846365.
- Van Seters, John (1998). 〈The Pentateuch〉.   Steven L. McKenzie, Matt Patrick Graham. 《The Hebrew Bible Today: An Introduction to Critical Issues》. Westminster John Knox Press. ISBN 9780664256524.

### 번역
유대교 번역물:
- Numbers at Mechon-Mamre 보관됨 2012-06-06 - 웨이백 머신 (Jewish Publication Society translation)
- Numbers (The Living Torah) 보관됨 2011-08-01 - 웨이백 머신 Rabbi Aryeh Kaplan's translation and commentary at Ort.org
- Bamidbar – Numbers (Judaica Press) translation [with Rashi's commentary] at Chabad.org

기독교 번역물:
- Numbers
- Online Bible at GospelHall.org  (킹 제임스 성경)
- oremus Bible Browser (NRSV)
- oremus Bible Browser (성공회 NRSV)
- Numbers at Wikisource (킹 제임스 성경)
- Numbers at drbo.org (두에-랭스 성경)
- Bible: Numbers 리브리복스의 퍼블릭 도메인 오디오북 Various versions

| 민수기 모세오경 |                 |             |
| 이전 레위기     | 히브리어 성경   | 이후 신명기 |
| 이전 레위기     | 기독교 구약성경 | 이후 신명기 |